# هويج (قلعة أصغر)
هويج (بالفارسية: هویج) هي قرية تقع في إيران في ناحية لاله زار. يقدر عدد سكانها بـ 166 نسمة بحسب إحصاء 2016.